# Vladimir Geršonovič Drinfeld
Vladimir Geršonovič Drinfeld (rusko Влади́мир Гершо́нович Дри́нфельд, ukrajinsko Володимир Гершонович Дрінфельд), ukrajinsko-ameriški matematik, * 14. februar 1954, Harkov, Sovjetska zveza (sedaj Ukrajina).

## Priznanja

### Nagrade
- Fieldsova medalja (1990)

1. ↑  MacTutor History of Mathematics archive — 1994.